# Мартиновченко Анатолій Анатолійович
Анатолій Анатолійович Мартиновченко (рос. Анатолий Анатольевич Мартыновченко; нар. 4 квітня 1981, Харків, УРСР) — російський футболіст, півзахисник.

## Життєпис
Народився 4 квітня 1981 року у Харкові в сім'ї військового льотчика. Перші кроки у футболі зробив у шкільній команді у віці 10 років на Одещині. Після повернення сім'ї до Харкова продовжив займатися у місцевій ДЮСШ №7, де його наставником був Анатолій Данилов. У дитячому віці виступав на позиції центрального півзахисника і відзначався сильним ударом з двох ніг. Через рік отримав запрошення до СДЮШОР «Металіст» (Харків) під керівництвом Віктора Москальова. 1995 року за сімейними обставинами Мартиновченко переїхав до Москви і продовжив займатися футболом у ДЮСШ ЦСКА під керівництвом Миколи Ульянова. Виступав разом з Пітером Одемвінгіе, Денисом Євсіковим та Романом Широковим.
2001 року виступав у команді другого дивізіону «Краснознаменськ» під керівництвом Геннадія Костильова, за яку зіграв 16 матчів. У серпні 2001 року перейшов в оренду до клубу другого дивізіону «Спартак» Йошкар-Ола, в якому зіграв 15 матчів та відзначився 2-ма голами. У сезоні 2002/03 років Мартиновченка запросили до іркутської «Зірки».
2004 року опинився у хорватському «Чаковці», в якому провів 41 матч та відзначився 9-ма голами, 7 з яких — з пенальті. У Хорватії Мартиновченко виступав на позиції опорного півзахисника. У зв'язку зі зміною керівництва клубу, а також лімітом на легіонерів повернувся до Росії, де намагався працевлаштуватися в одному з російських клубів, але через проблеми з міжнародним трансфером перехід не відбувся. У серпні 2007 року підписав контракт з клубом в естонській Мейстрілізі «Нарва-Транс», де дебютував 9 серпня; також виступав за «Транс-2» в одному з нижчих дивізіонів.
Сезон 2009/10 років розпочав у складі команди ПФЛ «Ставропілля-2009». 16 травня 2009 року в поєдинку з «Ротором» відзначився єдиним у матчі голом на останніх хвилинах ударом із одинадцятиметрової позначки, завдяки чому приніс перемогу своїй команді. У другому колі сезону 2009/10 років перейшов до «Кавказтрансгазу-2005», у складі якого провів 7 матчів.
У 2010-2015 роках грав за аматорські клуби «Магніт» Залізногорськ, «Приаліт Реутов», ФК ВФ МДІУ Вязьма, «ВДВ-СпортКлуб» Наро-Фомінськ, «Антей» Талдомський район, «Торпедо-Жайворонки».
У квітні 2014 року отримав тренерську ліцензію категорії С.
Президент та головний тренер аматорського ФК «Харків» (Москва).

## Особисте життя
Перша дружина Юлія, у 2013 році пара розлучилася. Син Владислав (нар. 23.02.2008) займається футболом. Друга дружина Марина, пара побралася в 2020 році. Дочка Анастасія (нар. 23.09.2020).